# یواس‌سی‌جی‌سی تالاپوسا (دبلیوپی‌جی-۵۲)
یواس‌سی‌جی‌سی تالاپوسا (دبلیوپی‌جی-۵۲) (به انگلیسی: USCGC Tallapoosa (WPG-52)) یک کشتی بود که طول آن 165 ft 10 in بود. این کشتی در سال ۱۹۱۵ ساخته شد.